# Шараївський Нестор Андрійович
Не́стор Андрійович Шараї́вський, також Шарає́вський (28 жовтня 1862, Худоліївка — 29 жовтня 1929) — архієпископ Української автокефальної православної церкви, член Української Центральної Ради, визначний проповідник.

## Біографія
Закінчив Київську духовну академію, доктор теології. Довший час працював у Вінниці священником (від 1891) і законовчителем Вінницької гімназій. Після 1917 року — активно включився в церковний рух по створенню Української православної церкви, був співробітником Митрополита Василя Липківського в боротьбі за її визволення.
Після антигетьманського перевороту та встановлення влади Директорії Української Народної Республіки, 1 січня 1919 року був прийнятий «Закон про верховне управління Української Православної Автокефальної Синодальної Церкви».
У березні 1919 року було відновлено роботу Всеукраїнською церковною радою (перша Рада існувала у 1917–1918 роках аж до Собору). Серед головних натхненників Всеукраїнської церковної ради були протоієрей Василь Липківський, Нестор Шараївський та інші.
9 травня 1919 року, у день Святого Миколая, у церкві Святого Миколая, відбулася перша літургія з читанням Евангелій, псалмів і кантів українською мовою. За що отримав від єпископа Російської православної церкви Назарія (Блінова) заборону в священнодійствах (вікарний єпископ Антонія Храповицького з титулом Черкаського єпископа в 1920 р.).
24 жовтня 1921 року на першому Всеукраїнському православному церковному соборі висвячений на Архієпископа Київського і заступника Митрополита Київського і всієї України (до 1927 року). Голова Перекладової комісії УАПЦ, перекладач Богослужбових книг.
В жовтні 1927 року був на Другому Всеукраїнському православного церковного собору. Обраний до проводу УАПЦ. Був чесною людиною, не любив інтриг та політиканства, визначався високим моральним рівнем особистого життя та церковної праці.
У 1927–1929 рр. перебував у крайній матеріальній нужді. Під тиском совєтської влади зубожів і фізично знесилений умер у Києві 29 жовтня 1929 року. Єдиний з єпископів УАПЦ, якого поховано в Києві, з великою пошаною української віруючої людности, коло Софіївського Собору в Києві.